# Claude Dambury
Claude Dambury (Cayenne, 1971. július 30. –) francia guyanai válogatott labdarúgó.

## Nemzeti válogatott
A francia guyanai válogatottban 2 mérkőzést játszott.

## Statisztika
| Francia guyanai válogatott | Francia guyanai válogatott | Francia guyanai válogatott |
| Időszak                    | Mérk.                      | gól                        |
| -------------------------- | -------------------------- | -------------------------- |
| 2008                       | 2                          | 0                          |
| Összesen                   | 2                          | 0                          |